# 蘇索利夫
49°33′49″N 23°37′53″E / 49.56361°N 23.63139°E
蘇索利夫（烏克蘭語：Сусолів），是烏克蘭西部的村莊，隸屬利維夫州的桑比爾區。該村始建於1559年，面積15.2平方公里，海拔高度261米，2023年人口626，人口密度每平方公里58.06人。